# Miraces placida
Miraces placida es una especie de insecto coleóptero de la familia Chrysomelidae descrita por Horn en 1893. Se encuentra en Norteamérica.